# Милена Вуковић Ракуљ
Милена Вуковић Ракуљ (Подгорица, Црна Гора, 17. фебруар 1974) је црногорска сликарка и ликовна педагошкиња.

## Биографија
Завршила је 1998. године Факултет ликовних умјетности Универзитета Црне Горе на Цетињу, у класи професора Драгана Караџића. Радила је као професорка ликовне културе у Подгорици, у периоду од 1992. до 2002. године.
Њен уметнички рад усмерен је на фигурално и портретно сликарство, где креира специфичну интеракцију између посматрача и фигура које приказује. Њени радови се одликују транспарентним тонским прелазима, суптилним акварелским бојама и колористичким контрастима светлости и таме.
Излагала је самостално у Неготину и Београду, као и на групним изложбама са члановима Удружења ликовних уметника Црне Горе (УЛУЦГ), чији је члан од 1999. године. Њено стваралаштво активно доприноси развоју ликовне сцене у Црној Гори, а кроз изложбе и пројекте промовише савремено сликарство.